# Публий Сервилий Приск Структ
Публий Сервилий Приск Структ (лат. Publius Servilius Priscus Structus) — римский военный и политический деятель, консул 495 до н. э.
Брат Квинта Сервилия Приска Структа, начальника конницы в 494 до н. э. Первым из Сервилиев добился консульства. Провел несколько успешных военных кампаний: против вольсков, вместе с коллегой Аппием Клавдием, затем — самостоятельно. Захватил и разграбил Помецию, подчинил вольсков Эриция и вывел туда колонию. Прогнал сабинов, вторгшихся на римскую территорию для грабежа, затем разгромил аврунков в сражении у Ариции.
Внутриполитическая ситуация продолжала ухудшаться, так как плебеи требовали отмены долгового рабства (nexus), и отказывались вступать в армию. Аппий Клавдий требовал от сената быть беспощадными к народу, и, примерно наказав нескольких смутьянов, устрашить остальных. Сервилий же предлагал пойти на уступки ввиду военной опасности. Чтобы набрать армию, он издал указ, запрещавший кредиторам держать должников в цепях и неволе, лишая возможности записаться в войско. Также запрещалось, пока римский гражданин находится на войне, отчуждать его землю и забирать в рабство его детей и внуков. Это распоряжение было встречено с энтузиазмом, многие должники поспешили вступить в консульскую армию, и проявили отменную доблесть в походе.
Вернувшись из похода на вольсков, Сервилий намеревался справить триумф, но Клавдий из зависти добился от сената запрета, заявив, что его коллега — мятежник и угождает плебеям. Тогда Сервилий собрал войско и народ на Марсовом поле, рассказал об оскорблении, нанесенном сенатом, и заявил, что не нуждается ни в чьих разрешениях, после чего провел триумфальное шествие, взошел на Капитолий и по обету принес богам доспехи, снятые с поверженных врагов.
По окончании войны и миновании опасности, сенат немедленно отменил указ консула, и Аппий Клавдий начал возвращать должников в рабство, намереваясь таким образом еще и подорвать репутацию коллеги.
В результате, когда возникла угроза новой войны с сабинами, плебеи решили бойкотировать воинский набор. Когда консулы не смогли решить, кто из них освятит храм Меркурия, сенат передал решению народу, а плебеи, презиравшие обоих, выбрали Марка Летория, центуриона-примипила, человека слишком низкого статуса. После этого они вообще перестали повиноваться решениям сената и консулов и начали силой освобождать должников.

Наконец ненавистные народу консулы сложили с себя полномочия, Аппий — на редкость угодный сенаторам, а Сервилий — никому.— Ливий. II, 28, 13.